# Paedophryne oyatabu
Paedophryne oyatabu es una especie de anfibio anuro de la familia Microhylidae.

## Distribución geográfica

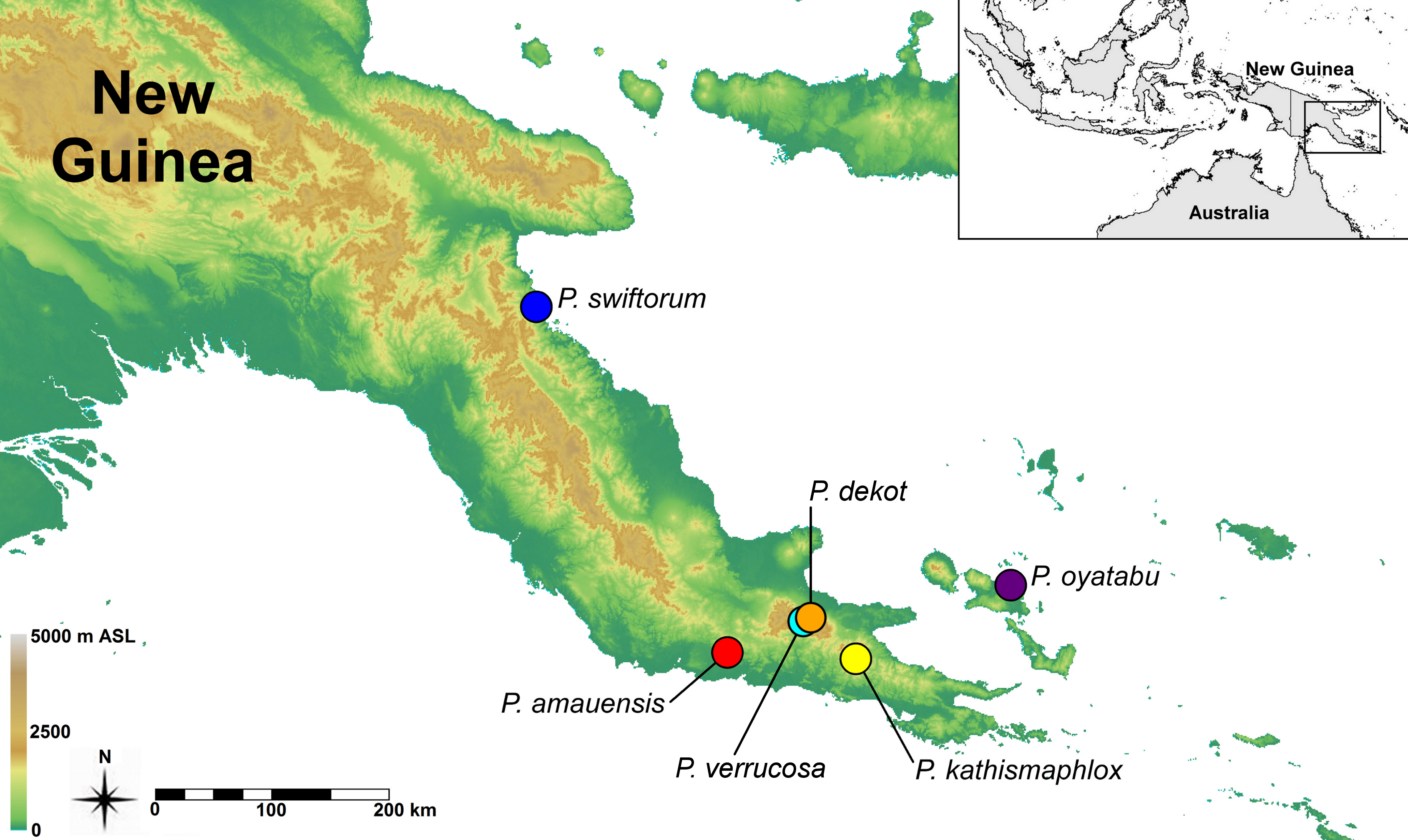
Punto violeta: Sitio del descubrimiento de Paedophryne oyatabu.

Es endémica de Isla Fergusson, en las islas de Entrecasteaux, en la provincia de Milne Bay (Papúa Nueva Guinea).